# Salimata Sabaly
Pour les articles homonymes, voir Sabaly.
Salimata Sabaly, née le 9 mars 1989, est une escrimeuse sénégalaise.

## Carrière
Salimata Sabaly est médaillée de bronze en épée par équipes aux Championnats d'Afrique d'escrime 2008 ainsi qu'aux Championnats d'Afrique d'escrime 2019 et médaillée de bronze en fleuret par équipes aux Championnats d'Afrique d'escrime 2010 ainsi qu'aux Championnats d'Afrique d'escrime 2013.
Elle est médaillée de bronze en épée individuelle et en épée par équipe aux Jeux africains de 2019.

## Famille
Elle est la sœur aînée de l'escrimeuse Aminata Sabaly.